# Phyllanthus tenuirhachis
Phyllanthus tenuirhachis là một loài thực vật có hoa trong họ Diệp hạ châu. Loài này được J.J.Sm. miêu tả khoa học đầu tiên năm 1908.